# Franz Leydig
Franz von Leydig (1821 — 1908), também chamado de Franz Leydig, foi um zoólogo e anatomista comparativo alemão.

## Biografia
Os trabalhos de Leydig sobre o tecido neural influenciaram o grande zoólogo norueguês e explorador polar Fridtjof Nansen (1861-1931) que dividiu com Wilhelm His (1841-1904) e Auguste-Henri Forel (1848-1931) a prioridade em estabelecer a existência anatômica do tecido nervoso.
Leydig foi o único filho homem (tinha duas irmãs) de Melchior Leydig, oficial público católico, e sua esposa Margareta, que era protestante. Leydig compartilhava com a religião do pai, assim como seus hobbies, sendo o Leydig mais velho um astuto jardineiro e apicultor. O próprio Leydig admitiu mais recordou que esses interesses de infância foram cruciais para seus futuros e vitalícios interesses profissionais como botânico e zoólogo. Quando tinha 12 anos, ganhou um microscópio simples, no qual ele gastava a maior parte do seu tempo livre.
Leydig estudou filosofia em Munique em 1840, medicina em Würzburg em 1842 com Martin Münz (1785-1848), Schenk, e Franz von Rinecker (1811-1883). Recebeu o doutorado em medicina na cidade de Würzburg em agosto de 1847 e se tornou um assistente no departamento de fisiologia, ensinando também histologia e anatomia evolutiva com Rudolf Albert von Kölliker (1817-1905). Tornou-se professor na instituição de zoologia em Würzbur em 1848, qualificado como conferencista da universidade em 1849, e se tornou professor extraordinário em maio de 1855. No inverno de 1850-1851, fez uma viagem à Sardenha, onde de tornou ciente da rica vida marinha que depois tornou-se o assunto de uma de suas mais importantes pesquisas. Essa jornada, junto com seu interesse precoce com microscópio, determinaram o curso de todo trabalho feito durante sua vida.
Em 1857 Leydig foi apontado professor integral de zoologia e anatomia comparativa na Universidade de Tübingen e publicou seu Lehrbuch der Histologie des Menschen und der Tier, sua incrível contribuição para a morfologia. Na introdução deste, ele revê os cruciais desenvolvimentos na historia da histologia, incluindo a descoberta e definição da célula por Evangelista Purkyne 1797-1869), Gabriel Gustav Valentin (1810-1883), e Theodor Ambrose Hubert Schwann (1810-1882), o último que descreveu isso como uma vesícula contendo um núcleo em 1839. Leydig pagou tributo a outros anatomistas contemporâneos, particularmente Johannes Peter Müller (1801-1858) pelo seu trabalho sobre as glândulas e a ênfase da significação da doutrina celular para a patologia. O livro de Leydig foi publicado ao mesmo tempo de outras obras de assunto similar – sendo os mais importantes: Kölliker’s Handbuch der Gewebelehre des Menschen (1852) e a obra de Joseph von Gerlach (1820-1896) Handbuch der allgemeinen und speciellen Gewebelehre des menschlichen Körpers (1848). O de Lehrbuch, porém, dá o melhor material pesquisado sobre o crescimento acelerado da anatomia microscópica comparativa em duas décadas depois da descoberta de Schwann.
Em adição a essa importância histórica, Lehrbuch de Leydig é significante também por sua descrição de uma grande célula secretora, achada na epiderme de peixes e anfíbios. Essa célula mucosa é peculiar pois não vaza sua secreção para a superfície do epitélio; Leydig acreditava que sua função era de lubrificar a pele e a célula agora carrega seu nome.
Chefe entre as outras descobertas de Leydig está a célula intersticial, um corpo fechado com um reticulo endoplasmático em seu interior e contendo grãos de lipídeo e cristais, que ocorrem nos tubos seminíferos e no meio da membrana divisória, tecido-conectivo e outros lugares. É acreditados que essas células produzem o hormônio masculino testosterona, que determina as características sexuais secundárias. Leydig descreveu as células intersticiais em sua detalhada pesquisa dos órgãos sexuais masculinos, Zur Anatomie der männlichen Geschlechtsorgane und Analdrüsen der Säugetiere, publicado em 1850.
“Os estudos comparativos dos testículos resultou na descoberta de células que cercam os tubos seminíferos, vesículas e nervos. Essas células especiais estão presentes em pequeno numero onde seguem o curso das vesículas sanguíneas, mas crescem em massa consideravelmente quando cercam os tubos seminíferos. Essas células são lipídicas em natureza; podem apenas ser sem cor ou um leve tom de amarelo e têm núcleo vesicular claro.”
Essas descrição indica claramente que Leydig reconheceu a morfologia especifica dessas células; sua origem endócrina e ultraestrutural só vieram ser entendidas completamente recentemente.
Leydig é também conhecido por descrever as grandes células vesiculares que agem no tecido conectivo e nas paredes dos vasos sanguíneos em crustáceos (1883). Quatro tipos diferentes dos mais recentes foram determinados.
Leydig tornou-se professor da anatomia comparativa da Universidade de Bonn em 1875. Lá ele foi também diretor do instituto de anatomia como também diretor do museu zoológico e do instituto de zoologia. Mais tarde ele foi feito Geheimer Medizinalrat.
Ele se aposentou em abril de 1887, e foi morar em sua cidade natal. Ele tinha casado Katharina Jaeger, filha do professor de cirurgia em Erlangen, que sobreviveu a ele. Nunca tiveram filhos. Durante sua vida, ele ganhou várias honras importantes para a carreira. Foi membro de várias sociedades médicas e científicas, entre elas a Royal Society of London, a Imperial Academy of Science of St. Petersburg e a New York Academy of Sciences.